# Stylogyne racemiflora
Stylogyne racemiflora är en viveväxtart som beskrevs av Ricketson och Pipoly. Stylogyne racemiflora ingår i släktet Stylogyne och familjen viveväxter. Inga underarter finns listade i Catalogue of Life.